# Lesneven
Lesneven is een gemeente in het Franse departement Finistère, in de regio Bretagne. De plaats maakt deel uit van het arrondissement Brest. Lesneven telde op 1 januari 2022 7.471 inwoners.

## Partnersteden
- Kežmarok (Slowakije)

## Geografie
De oppervlakte van Lesneven bedroeg op 1 januari 2022 10,27 vierkante kilometer; de bevolkingsdichtheid was toen 727,5 inwoners per km².

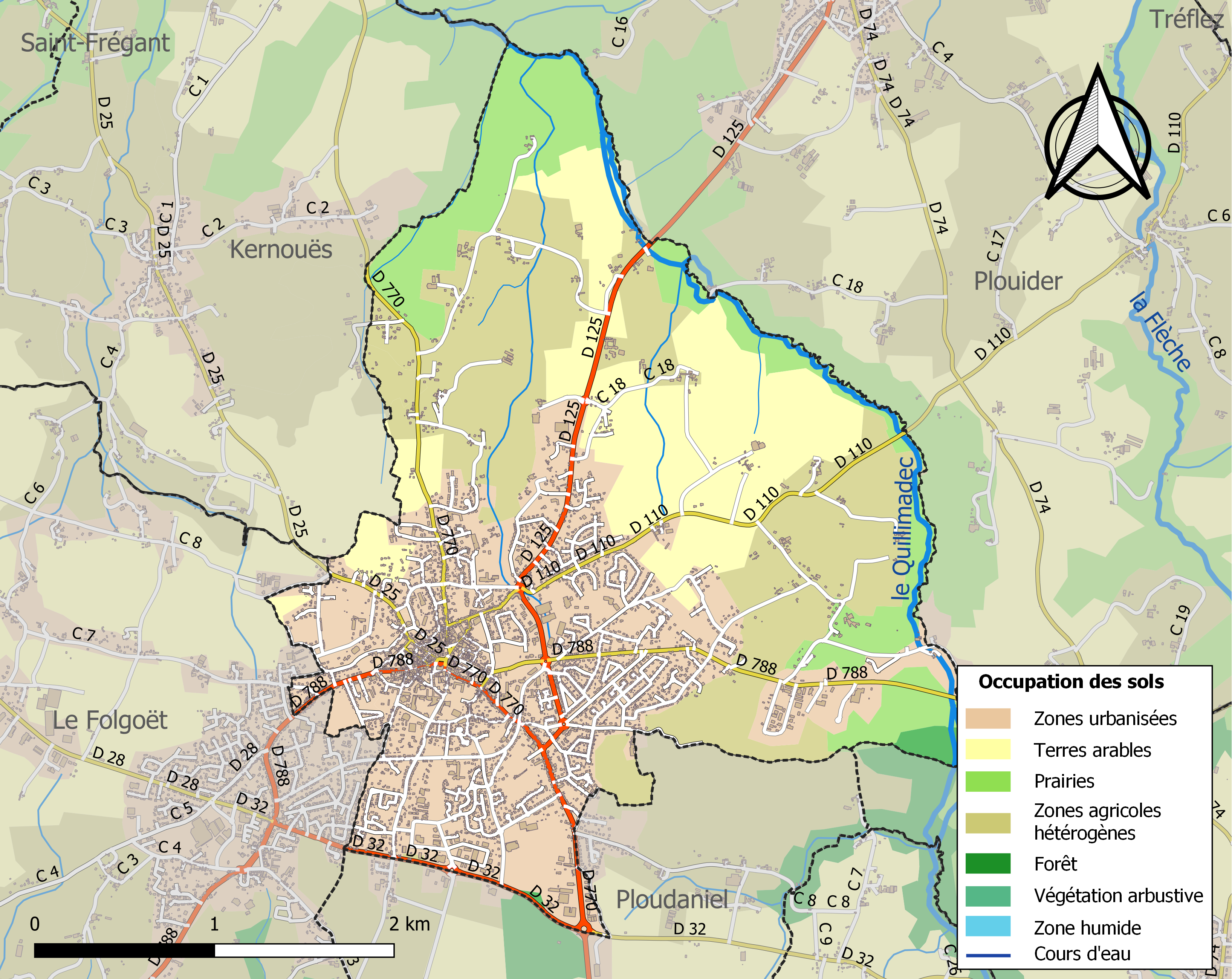
Kaart van de gemeente met belangrijkste infrastructuur, bodemgebruik en omliggende gemeenten

## Demografie
Onderstaande figuur toont het verloop van het inwonertal (bron: INSEE-tellingen).

## Geboren
- Auguste Le Breton (1913-1999), schrijver van politieromans
- René Pétillon (1945-2018), stripauteur
- Mickaël Buzaré (1976), voetballer